# Марчело Мастројани
Марчело Мастројани (итал. Marcello Mastroianni) био је италијански глумац, рођен 28. септембра 1924. године у Фонтана Лирију, а преминуо је 19. децембра 1996. године у Паризу (Француска). Добитник је награде Британске филмске академије, затим награде за најбољег глумца на Канском фестивалу, као и две награде Златни Глобус.
Од 1948. године наступао је на позоришним сценама у улогама младих јунака и љубавника у делима Вилијама Шекспира, Голдонија, Чехова, Тенеси Вилијамса. На филму првобитно тумачи ликове добродушних младића и малограђана збуњених динамиком савременог живота, а затим у делима врхунских италијанских редитеља игра и улоге особа из виших друштвених слојева.
Након првог великог успеха, у филму Јадници (итал. I Miserabili) 1948, заснованом на роману Виктора Игоа из 1862. „Јадници“. Мастројани је одиграо више од 300 филмских улога, 12 пута у пару са Софијом Лорен. Врхунац свог стваралаштва Марчело Мастројани постиже у сарадњи с Федериком Фелинијем, у чијој је режији снимио осам филмова, од Слаткога живота 1960. до Интервјуа 1987.

## Приватни живот
Мастројани је рођен у Фонтана Лирију, малом селу у Апенинима у провинцији Фросиноне, Лацио а одрастао је у Торину и Риму. Био је син Иде и Отоне Мастројанија који се бавио столарским занатом, као и нећак италијанског вајара Умберта Мастројанија. Током Другог светског рата током поделе Италије, био је смештен у један немачки логор из кога бежи и сакрива се у Венецију. Мастројани се након тога жени италијанском глумицом Флором Карабели 1950. године. Они се растају 1960. али остају у легалном браку до његове смрти. Имали су једно дете заједно, ћерку Барбару. Након растанка започиње везе са глумицом Феј Данавеј, која траје две године. Његов брат Руђеро Мастројанији је био високо поштовани филмски уредник који не само да је уређивао неколико филмова свог брата него је и глумио са њим у филму Scipione detto anche l'Africano из 1971.
Мастројани се оженио Флором Карабели (1926–1999) 12. августа 1950. Они су имали једну ћерку, Барбару (1951–2018), али су се раздвојили 1970. године због његових афера са млађим женама. Мастројанијева прва озбиљна веза након сепарације је бола са Феј Данавеј, његовом сарадницом у филму Место за љубавнике (1968). Данавеј је желела да се узму и да имају децу, али Мастројани је као католик одбио да се разведе од Карабеле. Године 1971, након три године чекања да се Мастројани предомисли, Данавеј га је оставила. Неколико декада касније Данавеј је изјавила: „Ја и дан данас желим да је наша веза била успешна.”
Мастројани има ћерку Кјару Мастројани са дугогодишњом партнерком Катрин Денев. Мастројани је живео са редитељком Аном Маријом Тату последњих 21 годину свог живота. Мастројани је умро од рака панкреаса 19. децембра 1996 у својој 72. години. Обе његове ћерке као и Денев и Тату су биле поред њега када је преминуо. Фонтана Треви у Риму, која се везује за његову улогу у филму Сладак живот Федерика Фелинија је била симболично искључена и умотана у црну у његову част.
На Филмском фестивалу у Венецији 1997, Кјара, Карабела и Данавеј су покушале да спрече приказивање Татуиног четворочасовног документарног филма, Марчело Мастројани кога ја памтим. Фестивал је то одбио и филм је приказан. The three women reportedly tried to do the same thing at Cannes. Тату је изјавила да јој је Мастројани завештао сва права на његов имиџ.

## Каријера
Године 1945. Мастројани почиње да ради за филмске компаније и да узима часове глуме. Његова прва улога је у филму I Miserabili (1948). Врло брзо постаје интернационална звезда глумећи у Big Deal on Madonna Street и у филму Сладак живот Федерика Фелинија заједно са Анитом Екберг 1960. године, где игра улогу илузорног и самопрезирног таблоидног колумнисту који проводи дане и ноћи истржујући високо друштво Рима. Мастројани након улоге у Слатком животу остварује улогу у још једном Фелинијевом филму 8½. Његови најзначајнији филмови су La Dolce Vita; La Notte; Divorce, Italian Style;Yesterday, Today and Tomorrow; Marriage Italian-Style; A Special Day;и Ready to Wear где му је партнерка Софија Лорен. Мастројани и Лорен су иначе један од најуспешнијих и најдуговечнијих филмских парова и историји филма играјући заједно у чак 14 филмова током 20 година. Мастројани, Дин Стоквел и Џек Лемон су једини глумци који два пута награђени за најбоље глумце на фестивалу у Кану. Мастројани је освојио награду за филмове Dramma della gelosia — tutti i particolari in cronaca из 1970. и Dark Eyes из 1987.

## Славни глумац
Марчело је марљиво је учио, сваки дан је био на пробама и убрзо га је уочио славни режисер Лукино Висконти и 1948. ангажирао у позоришним представама „Смрт трговачког путника”, „Ујак Вања”, те „Трамвај зван чежња”. Иако се на филму први пут појавио годину раније, у „Јадницима” Рикарда Фреда, глумачки дар показао је тек у три седећа филма, сва три под режисерском палицом Лукијана Емера: „Неђеља у августу” 1950, „Париз је увек Париз” 1951. и „Девојке са Шпанског трга” 1952. Први значајнији успех постигао је главном улогом у филму „Дани љубави” Ђузепа Де Сантиса, за шта је добио награду италијанске филмске критике Настри д'Арђенто.
Његова је звезда засјала пуним сјајем тек 1960. након култног Фелинијевог филма „La dolce vita” (Слатки живот) 1960, у којем је глумио разочараног и безвољног новинара римског таблоида који са фотографом Папарацом прати славне у ноћном животу модерних окупљалишта на Виа Венето. Презиме његовог филмског колеге, Папарацо (paparazzo је, иначе, врста комарца удомаћеног на Сицилији), касније је постало општи појам - назив за фотографе који вребају славне особе и потајно их снимају. Мастројанијева партнерка у „Слатком животу” била је раскошно грађена Швеђанка Анита Екберг, а сцена у којој она, у црној вечерњој хаљини која јој једва покрива груди, стоји потпуно мокра у римској Фонтани ди Треви и дозива Марчела, и данас је један од најславнијих филмских призора.
Након премијере за Мастројанија су се почели отимати редитељи. Следећи филм, „Ноћ” из 1961. у режији Микеланђела Антонионија, био је пун погодак. Партнерка му је била Моника Вити, осебујна плавуша којој није могао одолети нити након снимања. Тек му је улога у „Разводу на италијански начин” (1963) зарадила и прво међународно признање: награду за најбољег глумца године Британске филмске академије. Партнерка у том филму била му је земљакиња Софија Лорен, с којом је глумио у још 11 филмова: „Јучер, данас, сутра” (у којему Софија изводи познати стриптиз), „Брак на италијански начин”, „Свештеникова жена”, „Сунцокрети”, „Посебан дан” ...
„Мислим да се таква хемија изузетно ретко догађа међу глумцима. Код Марчела и мене она се, од првог дана, готово могла опипати” - изјавила је славна Наполитанка која је била једна од ретких глумчевих партнерки која је била пријатељица са његовом супругом. Марчело се, наиме, још 1950. на почетку каријере оженио Флором Карабело, две године млађом девојком која је имала глумачке амбиције. Међутим, како је већ следеће године, у децембру, родила девојчицу, одрекла се својих снова и посветила породици. Брак је неко време био идиличан, али након што је Марчело нагло полетео на крилима славе, госпођа Мастројани све је више била супруга само на папиру. Након краткотрајне авантуре с Анитом Екберг и Моником Вити, Мастројани се заљубио као у Феј Данавеј, 17 година млађу америчку филмску звезду. Та је веза, међутим, трајала кратко јер се пар могао споразумевали само помоћу руку: он није знао ни речи енглеског, она италијанског.
Слиједиле су авантуре са целим низом старлета којих је на снимањима било као песка у пустињи. Мастројани је увек био врло отворен у вези са својим односима изван брака.
Никад нити једној жени - признао је - нисам ништа обећавао, па ме нити једна није могла оптужити да сам јој уливао лажне наде. Од супруге добијам љубав и разумевање, а од љубавница страст. Жене су као кишобран: неколико правих потеза, и све је напето.

## Последњи период живота
Своје посљедње дане Марчело Мастројани провео је у Паризу, уз Катрин Денев и Кјару. Иако тешко болестан (од узнапредовалог карцинома гуштераче), у својем је последњем интервјуу признао: - Обожавам природу, верујем у љубав, осећаје, пријатеље. Волим људе, волим живот. Можда ме зато живот наградио. Мислим да сам био срећковић.
А када је 19. децембра 1996. преминуо, Тајмс га је прогласио „највећим од свих италијанских глумаца”. Градска управа Рима у његову је част славну Фонтану ди Треви, место одакле се винула непоновљива звезда Марчела Мастројанија, прекрила црним тракама и сат времена у њој затворила воду.
Из Париза је испраћен задушном мисом на коју су дошле Катрин Денев и Кјара Мастројани, а на погребу на гробљу у Верану, близу Рима, уз његову супругу Флору и прворођену ћерку Барбару седела је Софија Лорен и све време неутешно плакала. Флора је умрла 1999, а Катрин Денев још снима. А на питања о Марчелу Мастројанију одговара: То једном упозна Марчела, не може га заборавити. А она, потпуно сигурно, зна шта говори.

### Награде и признања
- 1962 — Златни Глобус за најбољег глумца
- 1962 — Номинација за Оскара за главну мушку улогу (Divorzio all'italiana)
- 1963 — Награда БАФТА за најбољег страног глумца (Divorzio all'italiana)
- 1964 — Награда Бафта за најомиљенијег глумца у свету филма и за најбољег страног глумца (Ieri, oggi, domani)
- 1970 — Награда фестивала у Кану за најбољег глумца (Dramma della gelosia – tutti i particolari in cronaca)
- 1977 — Номинација за Оскара за главну мушку улогу (A Special Day)
- 1987 — Награда фестивала у Кану за најбољег глумца (Dark Eyes)
- 1987 — Номинација за Оскара за главну мушку улогу (Dark Eyes)
- 1989 — Награда филмског фестивала у Венецији за најбољег глумца (Che ora è?)
- 1993 — Почасна награда Цезар
- 1997 — Награда Давид ди Донатело за остварења у каријери

## Филмографија
- „Десета жртва” (итал. Ла decima vittima) 1965.
- „Париз је увек Париз”
- „Сладак живот”
- „Нож”
- „Сунцокрети”
- „Беле ноћи”
- „Развод на италијански начин”
- „Осам и по”